# Markéta Hejkalová

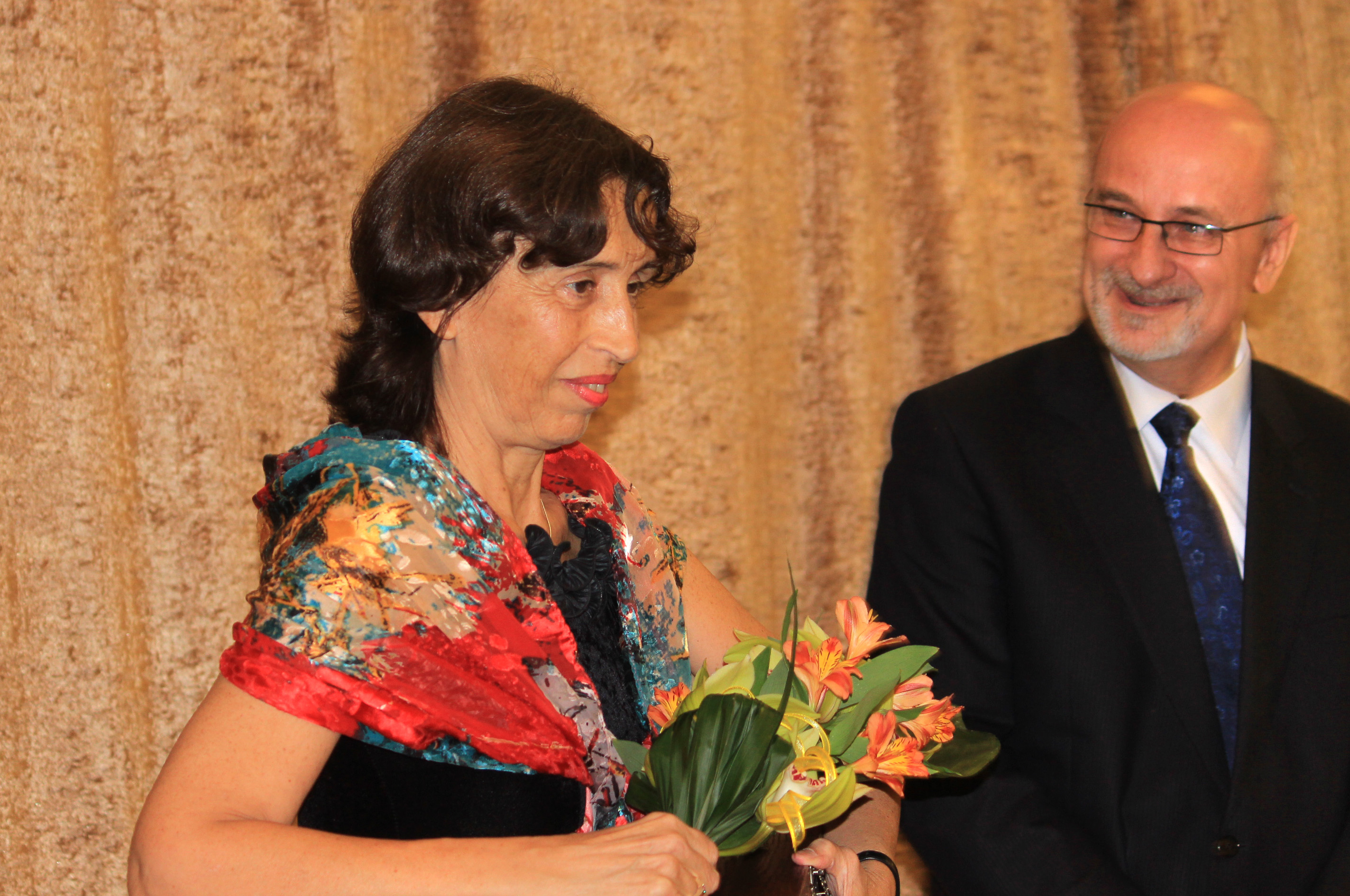
Markéta Hejkalová v roce 2015

Markéta Hejkalová  (* 29. února 1960 Praha) je česká spisovatelka, překladatelka a zakladatelka Podzimního knižního veletrhu v Havlíčkově Brodě. Je dcerou spisovatelky Hany Pražákové a historika a hungaristy Richarda Pražáka.

## Život
Narodila se v Praze, od roku 1962 až do maturity v roce 1979 žila v Brně. Vystudovala finštinu a ruštinu na Filozofické fakultě Univerzity Karlovy, pracovala jako nakladatelská redaktorka. V roce 1991 založila v Havlíčkově Brodě Podzimní knižní veletrh, který od té doby každoročně pořádá. V roce 1994 spolu s manželem Martinem Hejkalem založila nakladatelství Hejkal. V letech 1996–1999 pracovala jako konzulka a kulturní atašé na českém velvyslanectví v Helsinkách. Od roku 2006 do roku 2018 byla místopředsedkyní Českého centra PEN klubu a od roku 2009 do roku 2015 byla členkou mezinárodního výboru světového PEN klubu. Vede překladatelský seminář finské literatury na Masarykově univerzitě v Brně. S manželem žije v Havlíčkově Brodě.
V roce 2014 získala Skleněnou medaili – druhé nejvyšší ocenění Kraje Vysočina a v roce 2015 se stala čestnou občankou Havlíčkova Brodu.

## Vlastní dílo
Debutovala v roce 1988 novelou Mimo mysu, uveřejněnou ve sborníku Zelená sedma nakladatelství Mladá fronta. V devadesátých letech napsala (ještě pod dívčím jménem Markéta Pražáková) knihu pro děti Šli myšáci do světa a přeložila několik knih z finštiny. Od roku 2002 píše romány, v nichž se ženské příběhy často odehrávají v cizích zemích. Napsala také několik knih faktu a přeložila mnoho knih finské literatury, zejména díla Miky Waltariho a Arta Paasilinny. Její knihy byly přeloženy do angličtiny, němčiny, ruštiny, bulharštiny a albánštiny.

### Beletrie
- Mimo mysu (novela, ve sborníku nakladatelství Mladá fronta Zelená sedma, Praha 1988, pod jménem Markéta Pražáková)
- Šli myšáci do světa (knížka pro děti, Havlíčkův Brod, Hejkal 1994, pod jménem Markéta Pražáková)
- Ženy a cizinci na konci tisíciletí (román, Havlíčkův Brod, Hejkal 2002)
- Vždycky jedna noc (román, Havlíčkův Brod, Hejkal 2004)
- Slepičí lásky (román, Havlíčkův Brod, Hejkal 2006)
- Kouzelník z Pekingu (román, Havlíčkův Brod, Hejkal 2008)
- Důkazy jejího života (román, Hejkal 2010)
- Andělé dne a noci (román, Hejkal 2012)
- Rudé paprsky severního slunce (román, Hejkal 2014)
- Jednoho dne (novela v antologii Divné dny – Láska v pěti novelách, Hejkal 2016)
- Měj mě rád/a (román, Havlíčkův Brod, Hejkal 2017)
- Dům pod náměstím (román, Brno, Host 2022)
- Století na vlnách (román, Brno, Host 2023)